# Paul Dietrich Giseke
Paul Dietrich Giseke (* 8. Dezember 1741 in Hamburg; † 26. April 1796 ebenda) war ein deutscher Arzt, Botaniker, Lehrer und Bibliothekar in Hamburg. Sein offizielles botanisches Autorenkürzel lautet „Giseke“.

## Leben
Paul Dietrich Giseke wurde am 8. Dezember 1741 in Hamburg als Sohn eines Kaufmanns geboren. Er besuchte das Johanneum und anschließend das Akademische Gymnasium. Giseke studierte ab 1764 an der Universität Göttingen Medizin und Botanik. Im Jahr 1767 wurde er promoviert.
Anschließend ging er auf Studienreisen durch Frankreich und Schweden. Während dieser Auslandsaufenthalte lernte er Carl von Linné (1707–1778) kennen und wurde dessen Schüler und enger Freund, so dass Linné sogar die Pflanzenfamilie „Gisekiaceae“ nach ihm benannte.
Aus dem Ausland zurück praktizierte Giseke in Hamburg zunächst als Arzt. Im Winter 1771 hielt er für Ärzte Vorlesung im neu eröffneten Theatrum Anatomicum im Einbeckschen Hause. Er war Vorstand des Ärztlichen Vereins Hamburg, dem Vorgänger der Ärztekammer. Am 12. Dezember 1771 begann er als Professor für Physik und Poesie am Akademischen Gymnasium als Nachfolger von Johann Christian Wolf. Im Jahr 1777 war er an der Ausgabe des Buches Icones Plantarum beteiligt, das im Verfahren des Naturselbstdruckes hergestellt worden war.
Ab 1784 war er neben Martin Friedrich Pitiscus (1722–1794) zweiter und nach dessen Tod ab 1794 bis an sein Lebensende (1796) erster Bibliothekar an der Stadtbibliothek dem Vorgänger der Staats- und Universitätsbibliothek Hamburg.
Im Jahr 1789 wurde Giseke in die Deutsche Akademie der Naturforscher Leopoldina aufgenommen. Sein Nachlass befindet sich in der Staats- und Universitätsbibliothek Hamburg. Auch der Briefwechsel mit Carl von Linné ist erhalten.
Er war verheiratet mit Charlotta Wilhelmina Fixsen, hatte aber keine Kinder. Er verstarb am 26. April 1796 in Hamburg.

## Ehrentaxon
Ihm zu Ehren wurde die Gattung Gisekia L. der Pflanzenfamilie der Eiskrautgewächse (Aizoaceae) benannt.

## Werke
- Icones plantarum,[9] partes, colorem, magnitudinem et habitum earum ex amussim exhibentes adiectis nominibus Linnaeanis, ediderunt P. P. Giesecke, J. D. Schultze, A. A. Abendroth et J. V. Buck.[10] Opera et sumptibus J. von Döhren,[11] Hamburg, 1777 (unvollendet).[12][13]
- Memoria Joannis Wunderlich, 1778
- Momentum Joannis Schlüter, 1779
- Abhandlungen und Beobachtungen aus der Arzeneygelahrtheit von einer Gesellschaft von Aerzten in Hamburg. Hamburg, Meyn, 1776, Digitalisat, Rezension, (online, Göttinger Digitalisierungszentrum)

Quelle:

### Sekundärliteratur
- Paul Diedr. Giesecke. In: Dr. Hermann Gustav Gernet, Mittheilungen aus der älteren Medicinalgeschichte Hamburg's.  Kulturhistorische Skizze auf urkundlichem und geschichtlichem Grunde, Mauke & Söhne, Hamburg, 1869, S. 344, (online)
- G.E. Guhrauer: Über Nicolas Dietrich Giseke. In: Blätter für literarische Unterhaltung, Jahrgang 1846, 2 Bd., Verlag Brockhaus, Leipzig 1846, S. 1230–1232, (online). (Angaben zu verwandtschaftlichen Verhältnissen)
- Giseke, (Paul Dietrich). In: Samuel Baur (Hrsg.): Allgemeines historisches Handwörterbuch aller merkwürdigen Personen, die in dem letzten Jahrzehend des 18. Jahrhunderts gestorben sind. Stettin, Ulm 1803, S. 399 [218], (BSB).
- 1796. Paul Dietrich Gieseke. In: J. Smidt (Senator in Bremen) (Hrsg.): Hanseatische Magazin, 5. Bd., Bremen, Friedrich Wilmans, 1802, S. 156, (online)